# Autoconfianza
El concepto autoconfianza hace referencia a la confianza en sí mismo respecto a determinados atributos, tales como habilidades para la vida, toma de decisiones, poder, entre otros. El aumento de la autoconfianza, pues, depende fundamentalmente de haber dominado dichos atributos a partir de la experiencia.
La autoconfianza alude también a ser percibida como una creencia positiva que consiste en la convicción de poder lograr lo que uno desea hacer en el futuro.

## Diferencias conceptuales
La autoconfianza no es lo mismo que la autoestima, dado que esta última es una evaluación emocional sobre el propio valor del individuo; en cambio la autoconfianza refiere específicamente a la capacidad de lograr algún objetivo, cuyo metanálisis sugiere que es similar a la generalización de la autoeficacia.
Abraham Maslow y otros psicólogos posteriores han enfatizado la necesidad de distinguir entre la autoconfianza como una característica generalizada de la personalidad y la autoconfianza con respecto a una tarea, habilidad o desafío específico (es decir, autoeficacia). La autoconfianza normalmente se refiere a la autoconfianza general.
Esto difiere de la autoeficacia, definida por el psicólogo Albert Bandura como "la creencia en la capacidad de tener éxito en situaciones específicas o realizar una tarea" y, por lo tanto, es el término que se refiere con mayor precisión a la autoconfianza específica. Estos dos tipos de autoconfianza están correlacionados entre sí, y por esta razón se pueden combinar fácilmente.

## Historia
En 1890, el filósofo William James en sus Principios de psicología escribió: “Cree en lo que está dentro de tus necesidades, ya que solo con esa creencia se llena tu necesidad. Ten fe en que puedes lograrlo con éxito, y tus pies estarán nerviosos por su logro”, expresando así que la autoconfianza podría ser una virtud.
Ese mismo año, el Dr. Frederick Needham en la apertura de la sección de psicología del British Medical Journal elogió el progreso de un asilo para pacientes con problemas mentales al aumentar la autoconfianza de estos mediante el ofrecimiento de una mayor "libertad de acción". Actividades tales como el ejercicio prolongado y los pasatiempos, eran generadores de autoconfianza a tal punto que no solo favorecía a la cordura del paciente sino también a promover un menor tiempo de recuperación.
Con la llegada de la Primera Guerra Mundial, los psicólogos elogiaron la autoconfianza como un gran antídoto contra la tensión nerviosa, el miedo y el terror. Esto fue argumentado así ya que los soldados en el campo de batalla eran capaces de cultivar un cuerpo fuerte y saludable al mismo tiempo que adquirían una mayor autoconfianza mientras luchaban. En el momento cumbre del Movimiento por la Templanza de la década de 1920, los psicólogos asociaron a la autoconfianza la capacidad de los hombres para quedarse en casa y cuidar de la familia cuando no estaban trabajando. Durante la Gran Depresión, Philip Eisenberg y Paul Lazerfeld notaron cómo un repentino cambio negativo en las circunstancias, especialmente la pérdida de un empleo, podría llevar a una menor autoconfianza, pero más comúnmente si la persona desempleada cree que la culpa del desempleo es suya. También señalaron que si los individuos no tienen un trabajo lo suficientemente largo, se vuelven apáticos y pierden toda autoconfianza.
En 1943, Abraham Maslow en su artículo "Una teoría de la motivación humana" argumentó que un individuo solo estaba motivado para adquirir autoconfianza después de haber logrado lo que necesitaba para la supervivencia fisiológica, de seguridad, el amor y la pertenencia. Afirmó que la satisfacción de la autoestima lleva a sentimientos de autoconfianza que, una vez alcanzados, conduce a un deseo de autorrealización. Como los estándares materiales de la mayoría de las personas aumentaron rápidamente en los países desarrollados después de la Segunda Guerra Mundial y cumplieron con sus necesidades materiales, surgieron una gran cantidad de investigaciones académicas ampliamente citadas sobre la confianza y muchos conceptos relacionados, como la autoestima y la autoeficacia.